# علاج نفسي جسدي تكاملي
العلاج النفسي الجسدي التكاملي هو علاج نفسي يحدد ويعالج الطبيعة الجسدية (الفيزيائية) والنفسية/العاطفية والروحية للإنسان. يعتمد على فرضية عدم انفصال الجسد والعقل والروح، بل هي أجزاء متكاملة من الشخص الكامل. كل تجربة لها جانب جسدي وعقلي وعاطفي وروحي، يتجلى داخليًا داخل الجسم وخارجيًا في العلاقة مع الآخرين. طُوّر آي بي بّي لأول مرة بواسطة جاك لي روزنبرغ بدءًا من أواخر السبعينيات من القرن العشرين. 

## النظرية
يقدم العلاج النفسي التكاملي للجسم (آي بي بّي) نفسه بصورة تركيب وتنفيذ لثلاثة جوانب:
- نفسية: يعتمد التوجه النفسي لـ آي بي بّي على العلاقات بين الكائنات ونظرية التعلّق والسلوك المعرفي والغَشتَلت وعلم نفس ما وراء الشخصية وغيرها.
- الجسدية: يستخدم التوجه الجسدي لـ آي بي بّي مكونات العديد من العلاجات الجسدية، بما في ذلك تقنية ألكساندر والطاقة الحيوية وعمل الجسم لفيلدنكرايس والتأثير المتكامل لعمل التنفس ليوجيك وريشاين.[1]
- الروحي: الجانب الروحي من آي بي بّي يشارك في نظريات وممارسات التأمل والعلاج النفسي وما وراء الشخصية.[2]

## المفاهيم
بعض المفاهيم والأدوات والتقنيات الأساسية للعلاج النفسي للجسم هي:

### رابط الإدراك الحسي
من أجل إحداث تغيير دائم، ترتبط كل نظرة معرفية في العلاج بالاستجابة الجسدية / الحسية والعكس صحيح.

### الحدث الحالي وتجربة الطفولة المبكرة
الانزعاج من تجربة حالية سيكون له جذور في تاريخ الفرد المبكر ويتناول علاج آي بي بّي كل من الحدث الحالي والتاريخ المبكر.

### التوتر المحفوظ في الجسم
تبقى ضغوط الطفولة المبكرة في الجسم فتعمل حواجز لطاقة، وتظهر على شكل شد عضلي مزمن وخلل وظيفي في الأعضاء و/ أو نقص في الإحساس. أحد المكونات الرئيسة لعلاج آي بي بّي هو تسهيل إطلاق حواجز الطاقة من خلال تمارين بدنية والتحرير البدني العاطفي والمعالجة النفسية.

### الخطأ «باغ»
«الخطأ» هي صورة توضح نقاط الدخول للتحقيق في جلسة علاج آي بي بّي.  يُمكن استكشاف أي موضوع يقدمه المريض (أو المُعالِج) من أي من النقاط الموضحة في الرسم التخطيطي، وتُختبر جميع النقاط في الجسم.

### المجالات
المجالات هي طريقة موجزة لوصف أصل من أنماط المواجهة وهيكلها والغرض منها، ما يوفر للمعالِج والمريض الفهم العملي والتدخلات العلاجية. رغم استنادها إلى نظرية العلاقات بين الكائنات، فإن مفهوم المجالات هو أكثر واقعية من مفهوم الشمولية والعلمية.
المجالات هي: الذات الجوهرية والسيناريو الأولي والخطأ الأساسي والوكالة ونمط الشخصية.
يولد الطفل (الذات الجوهرية) وينمو داخل أسرته وثقافته (سيناريو أولي). هناك يواجه أمرين هما تلبية الاحتياجات وعدمها. عندما لا تُلبّى الاحتياجات، يشعر الطفل بالفزع (خطأ أساسي). من أجل التأقلم مع توتر الخطأ الأساسي، فإنه يخلق مجموعة من استراتيجيات المواجهة النفسية والسلوكية والجسدية، التي تتطلب جميعها التغلب على تجربة الذات الجوهرية (الوكالة وأسلوب الشخصية) وفصلها.
الذات الجوهرية هي الذات الأساسية الأصيلة، الذات التي تأتي إلى الجسم عند الولادة وتزول عند الموت. إنها الذات التي نختبرها عندما نشعر بحب أو حب حقيقي، عندما نكون في تدفق إبداعي، عندما نكون سعداء أو نحزن أو نقول حقيقة عميقة نادرًا ما يُتحدث عنها. نختبر الذات التي هي نحن حقًا في أي وقت نحيا فيه بالكامل ونعيش الحاضر مركّزين في اللحظة.
السيناريو الأساسي، في آي بي بّي: هو «الفيلم» الذي ولدنا فيه. إنه مخطط موجز لتاريخ العائلة لثلاثة أجيال. والغرض منه هو تقديم صورة واضحة و«شعور محسوس» بما مرّ به المريض عندما كان طفلًا في عائلته. عندما يُفهم السيناريو الأساسي، يُكشف عن الاحتياجات التي لم تُلبَّ وعن الخطأ الأساسي أيضًا. فتُصبح أنماط التكيّف معروفة ومنطقية.
الخطأ الأساسي: هو الشعور السيئ ورد الفعل الجسدي والانزعاج النفسي والارتباك والإيمان السلبي بالذات الذي ينتج عن الاحتياجات التي لم يُوفَ بها في الطفولة. هذا هو الجرح الأولي الأساس، والسبب للأنماط النفسية والسلوكية والجسدية التي تُقاطع الحياة والصحة. الخطأ الأساسي هو كذبة عن الذات يُحتفظ بها بعمق في الجسم والنفس. هو أيضًا جذور الاضطرابات في الوقت الحاضر. كل شخص لديه خطأ أساسي.
علاج الخطأ الأساسي: هو العمل الأولي لـ آي بي بّي، ويتضمن ذلك الكشفَ عن الخطأ الأساسي باغتباره كذبة، وتعلم كيفية عيش الحياة من حقيقة الذات الجوهرية الأصيلة.
الوكالة: هي واحدة من الأنماط التي يحددها آي بي بّي للتعامل مع الخطأ الأساسي. يتبنى الرضيع إستراتيجية تأقلم للتخلي عن الذات الجوهرية في محاولة لتلبية احتياجات القائم بأعمال الرعاية. يقلل الطفل من التنفس، ويخدر إدراكه لذاته، ويركز على احتياجات الأم (أو القائم بأعمال الرعاية الأولية) في محاولة للتأثير على الأم لتلبية احتياجات الطفل بشكل أفضل. كشخص بالغ، تتخذ الوكالة شكل التخلي عن الذات وتحمل مسؤولية رفاه الآخر.
أسلوب الشخصية: هو المجموعة الأخرى من الأنماط التي يحددها آي بي بّي للتعامل مع الخطأ الأساسي. يبدأ الطفل إجابةً عن الإحساس بفقدان الذات في الوكالة وإلى التوتر بسبب الاحتياجات التي لم تُلبَّ، في تطوير استراتيجيات للتعبير عن الذات الزائفة والإصرار الزائف والحماية الذاتية. أسلوب الشخص هو نمط معقد من التماسك العضلي الثابت وحواجز الطاقة والاستجابات العاطفية والسلوكيات، بالإضافة إلى المعتقدات حول الذات والعالم. أشيع سمات أسلوب الشخصية هي: الانقسام، والقطع، والأفكار الثابتة، والرفض التلقائي، والتعامل مع الذات كشيء، والحماسة والتراجع، وفي العلاقات، لا قريبًا جدًا ولا بعيدًا جدًا.
هذه المفاهيم معقدة وذات طبقات وغالبًا ما تكون خفية وبحاجة إلى دراستها وتجريبها لإدراكها بالكامل. تتظاهر على أنها سلوكية ونفسية وعقلية وجسدية وعلاقيّة (أو ارتباطية). التعريفات المذكورة أعلاه مبسطة للغاية؛ بهدف التفسير الموجز لـ آي بي بّي.

### التنفس
التنفس بالكامل ضروري للشعور والبقاء على قيد الحياة. تنظيم التنفس هو أيضًا النمط الجسدي الأول والأكثر أهمية للتكيف مع الخطأ الأساسي. عندما يعاني الرضيع من التوتر نتيجة عدم تحقيق حاجته، فإنه يقلل من تنفسه لتقليل شدة التوتر الذي يشعر به. انخفاض التنفس يجعل من المستحيل أيضًا الشعور بالحياة الكاملة والحاضر. يجب أن نتنفس بشكل كامل لتجربة الذات الجوهرية لدينا. في آي بي بّي، التنفس بالكامل هو الأداة الأهم للوصول إلى الصحة العقلية والبدنية والحفاظ عليهما.

### استدامة السلاسل الثابتة
إس سي إس: هو تمرين للتنفس يهدف إلى خلق تجربة عميقة للصحة. يجمع بين التنفس العالي والضغوط الجسدية التي تؤدي إلى استرخاء العضلات والأعضاء المجهَدة في الجسم. إس سي إس يحفّز الجهاز العصبي المركزي ويوازنه، ويُؤكسج الدم ويُطلق الإندورفينات في الدماغ ويسمح للطاقة بالتدفق بحرية في جميع أنحاء الجسم. إن مساعدة المريض على التحرك عبر الانقطاعات التي تحدث أثناء التمرين هو العمل العلاجي لـ آي بي بّي.
إس سي إس هي أداة آي بي بّي الأساسية لتجربة الذات الجوهرية. إنها الترياق القوي للتأثير السلبي السائد للخطأ الأساسي، وعندما تُمارس بشكل منتظم، تخلق شعورًا دائمًا بالصحة والسلام الداخلي.

## معاهد
هناك 11 معهد آي بي بّي في جميع أنحاء الولايات المتحدة وسويسرا وألمانيا وكندا. في سويسرا وكندا، حيث يجب على الحكومات والجمعيات المهنية الاعتراف رسميًا بالطريقة العلاجية، آي بي بّي معتمد وموافق عليه بمثابة علاج نفسي موجِّه للجسم.